# Nevelpanter
De nevelpanter (Neofelis nebulosa) is een katachtige die leeft in de bossen van Zuidoost-Azië. Het is een soort van het geslacht Neofelis. Soms wordt de nevelpanter in het geslacht Panthera geplaatst.

## Taxonomie
Gebaseerd op onderzoek van de IUCN, gepubliceerd in januari 2017, zijn de vroegere ondersoorten komen te vervallen en wordt de soort als monotypisch beschouwd.
De Borneose nevelpanter (Neofelis diardi), die op Sumatra, Borneo en de Batu-eilanden in Indonesië voorkomt, wordt als een aparte soort gezien.

## Kenmerken
Een nevelpanter heeft een schouderhoogte van 40 tot 50 cm. Deze middelgrote carnivoor heeft een stevige lichaamsbouw en weegt gemiddeld 15 tot 23 kg. Nevelpanters hebben een grijsbruine vacht met opvallende, onregelmatig gevormde vlekken met een donkere rand. Ze hebben relatief de langste hoektanden van alle levende katachtigen, met 5 cm. Verhoudingsgewijs zou de tijger dan hoektanden moeten hebben van minstens 15 cm. In werkelijkheid heeft de tijger hoektanden van 7,5 tot 9 cm.
Korte, flexibele benen, grote poten en scherpe klauwen maken de nevelpanter tot een uitstekende bomenklimmer. Een dikke staart, die even lang kan worden als het lichaam, geeft de nevelpanter een nog betere behendigheid, vergelijkbaar met die van de margay in Zuid-Amerika.

## Leefwijze
De stevige bouw van de nevelpanter leidde vroeger tot speculaties onder onderzoekers dat het dier op grote zoogdieren jaagt. Ondanks de geringe kennis over het gedrag van nevelpanters in het wild, wordt tegenwoordig echter aangenomen dat ze voornamelijk van boom- en landzoogdieren leven, zoals gibbons, makaken en civetkatten, aangevuld met andere kleine zoogdieren, hertachtigen, vogels, stekelvarkens en gedomesticeerd vee. In gevangenschap eten ze ook eieren en bepaalde planten.
De nevelpanter vangt als volgt een prooi:
- eerst klimt deze kat in een boom en blijft daar soms uren liggen, totdat deze een geschikte prooi op het oog heeft;
- dan wacht de nevelpanter tot het dier onder de boom staat, en springt dan naar diens nek;
- indien het een klein dier is, breekt de nevelpanter met de sterke kaakspieren en lange hoektanden in één beet de nek van het prooidier;
- een grotere prooi wordt in meerdere beten doodgebeten, nadat steeds de eerst beet in de nek plaatsvindt.

Vrouwtjes baren twee tot vier jongen per worp na een draagtijd van ongeveer 85 tot 93 dagen.

## Bedreiging
De populatie Taiwanese nevelpanters is aanzienlijk afgenomen. De Taiwanese populatie was 30 jaar lang uitgestorven. De laatste gerapporteerde waarneming dateert van 2012. Dat hij was uitgestorven is te wijten aan vernieling van hun habitat en de illegale jacht op hun pels, beenderen, organen en vlees